# Osceola (Wisconsin)
Osceola é uma vila localizada no estado norte-americano de Wisconsin, no Condado de Polk.

## Demografia
Segundo o censo norte-americano de 2000, a sua população era de 2421 habitantes.
Em 2006, foi estimada uma população de 2685, um aumento de 264 (10.9%).

## Geografia
De acordo com o United States Census Bureau tem uma área de
9,8 km², dos quais 9,5 km² cobertos por terra e 0,3 km² cobertos por água. Osceola localiza-se a aproximadamente 248 m acima do nível do mar.

## Localidades na vizinhança
O diagrama seguinte representa as localidades num raio de 12 km ao redor de Osceola.